# Acomys subspinosus
Acomys subspinosus är en däggdjursart som först beskrevs av Waterhouse 1838.  Acomys subspinosus ingår i släktet taggmöss och familjen råttdjur. IUCN kategoriserar arten globalt som livskraftig. Inga underarter finns listade.
Arten blir 15 till 19 cm lång, inklusive en 8,5 till 9,7 cm lång svans och vikten är i genomsnitt 21 g. Pälsen har på ovansidan en gråbrun färg som blir mera rödaktig på bålens sidor. I pälsen på ovansidan är flera taggar inblandade. Undersidan är däremot täckt av vit päls. Även svansen är uppdelad i en mörk ovansida och en ljus undersida, förutom den svarta spetsen.
Denna taggmus förekommer i södra Sydafrika. I bergstrakter når arten 1000 meter över havet. Den vistas i klippiga områden av landskapet fynbos. Individerna är aktiva på natten och de går främst på marken.
Arten äter främst frön som kompletteras med några gröna växtdelar och med insekter. Allmänt kan honor vara brunstiga under alla årstider.